# 里弗維尤 (密歇根州)
里弗維尤（英語：Riverview）是一個位於美國密歇根州韋恩縣的城市。

## 人口
根據2020年美國人口普查的數據，里弗維尤的面積為12.09平方千米，當中陸地面積為11.85平方千米，而水域面積為0.24平方千米。當地共有人口12490人，而人口密度為每平方千米1,033人。